# Dove credi di andare (racconti)
Dove credi di andare è una raccolta di racconti, opera d'esordio dello scrittore Francesco Pecoraro. Il libro è stato pubblicato nel 2007 dalla casa editrice Mondadori.

## Storia editoriale
Nel 2007 il libro ha vinto il Premio Napoli, il Premio Giuseppe Berto ed è stato finalista al Premio Chiara.
Nel 2021, con il titolo del primo racconto Camere e stanze, Ponte alle Grazie ha pubblicato una nuova raccolta, comprendente, oltre a Dove credi di andare, riproposto integralmente, anche tutti gli altri racconti di Francesco Pecoraro, editi e inediti.

## I racconti

### Camere e stanze
Sandro è un professore universitario di cinquant'anni, da molto tempo divorziato. Convive con una dottoranda, Clara, molto più giovane di lui. Lei ritiene Sandro troppo chiuso e gli propone, poi gli impone, di dare una festa per il suo imminente compleanno, invitando tutti i colleghi e altri amici. Lui cede e la festa ha inizio nel modo più promettente. Al momento della torta, Sandro apre incautamente la porta d'ingresso, credendo che siano in arrivo altre persone a lui sconosciute, ma note a Clara e a qualche ospite. Da quel momento si riversa nell'appartamento una fiumana di persone mai viste e l'afflusso sembra non avere fine. Sandro perde il controllo della situazione: vede commettere una serie di atti che vanno dalla distruzione sistematica di ogni oggetto, alla violazione del suo PC, finché si accorge che è sparito il quadro più prezioso della casa. Cerca il telefono per chiamare la polizia, poi lo chiede in prestito a un giovane che non ha mai visto prima. Forma il 113 ma il ragazzo si risente e lo spinge nella tromba delle scale. Caduto al suolo, Sandro si ritrova con molte fratture e la gente gli si affolla attorno. Tutti commentano, nessuno aiuta. Allora striscia fino al cortile e si avvicina alla scala successiva: da lì continua a vedere l'invasione della sua casa e Clara che parla con qualcuno, ignara o ignorando il compagno.

### Happy hour
Un uomo è sicuro di non aver mai conosciuto Alessandro, ma questo fa di tutto per convincerlo del contrario. Per la strada si muovono moltissime persone, tutte per l'happy hour e il protagonista crede di conoscere vari passanti, eppure quelli fanno finta di non vederlo. Alessandro intanto lo invita in un locale, il Mocambo, ma prima deve assentarsi un momento. L'uomo, come tutti i passanti, ha camminato su una strada allagata e piena di rifiuti galleggianti e non saprebbe dire in che città si trova. Potrebbe squagliarsela, ma si sente inerte e Alessandro lo trova così. Vanno al Mocambo ed è Alessandro a prenotare gli aperitivi. Arriva anche lo champagne: l'uomo non è abituato alla bevanda ed è subito ubriaco. Alessandro di colpo cambia atteggiamento e gli intima di firmare un assegno di 20000 euro, per comporre una questione tra l'uomo e un certo Mecacci. Quando l'uomo protesta di ignorare tutto, Alessandro si fa minaccioso, gli prende dalla tasca il libretto degli assegni e ne compila uno. Alla vittima non resta che firmare. Alessandro sparisce e l'uomo deve pagare il conto, ma persino il cameriere, riscossa la somma dovuta, gli intima di non farsi vedere mai più.

### Vivi nascosto
L'intendente Egidio Bonfilio va a una riunione, sentendosi molto a disagio per un disordine dello stomaco e per i sei piani di scale che deve salire. Entra nella sala e si accorge che non conosce alcuni dei presenti, mentre altri fingono di non vederlo. Durante la discussione, sulla costruzione di una discarica, Egidio viene spesso zittito, con la scusa che dovrà parlare al suo turno e quando è il momento, sostiene da solo la necessità di non prendere una decisione, in attesa di ulteriori accertamenti. Ma è troppo tardi per lui: gli altri sono d'accordo e quasi sicuramente hanno ricevuto sostanziose tangenti per approvare il progetto. Per quanto Egidio si ripeta che deve vivere nascosto e simulare indifferenza, non può evitare che Bernardi, il moderatore, gli impedisca di verbalizzare quello che ha detto e gli rinfacci di essere totalmente fuori dai giochi, per permettersi di parlare. E poi lo attendono i sei piani di scale da scendere.

### Il match
Un pittore si racconta. Parla della sua maniera di dipingere, sempre a olio su tela e di come ha iniziato. All'inizio dell'estate, l'amico Clarelli (un gallerista) gli offre un piccolo settore in un capannone che ha affittato per alcuni allestimenti pittorici. Il locale si rivela meno piccolo del previsto e il pittore, dopo aver incollato molta tela sulle pareti, inizia a stendere i suoi colori. Clarelli gli ha messo 5000 euro a disposizione, ma il pittore spende molto di più e decide di pagare di sua tasca il rimanente. Poi finisce intrappolato nel lavoro al punto che si organizza per trascorrere giorno e notte sul posto. Questo non piace a Clarelli che inutilmente chiede di vedere le pitture e un giorno fa staccare la corrente elettrica dalla stanza. Rimasto al caldo e al buio, l'artista resiste due giorni e poi scappa a casa durante la notte. Quando ritorna, il giorno dopo, trova Clarelli nella stanza, mentre una donna sta pulendo il pavimento. Urla all'amico chiedendo chi lo ha autorizzato ad entrare e poi lo colpisce con un pugno pesantissimo. E rimane lì a scoprire se può correggere qualcosa sui muri, mentre Clarelli sanguina a terra.

### Farsi un Rolex
Raffaele è un avvocato napoletano e ha lo studio in un appartamento condiviso con un collega, Ferdinando. Sa tutto della sua città e, quando in un giorno torrido, si accorge di essere seguito, comincia una lunga battaglia interiore per non dimostrare paura. L'inseguitore gli ha chiesto l'ora e Raffaele gliela dice senza guardare l'orologio, pensando che quello sia in cerca di prendersi un Rolex. Lui non ha che un comune Swatch, ma ormai la tensione è troppo alta e Raffaele raggiunge al più presto lo stabile dove ha lo studio. Entra a fatica, ma anche l'altro riesce ad introdursi. Corre per le scale e, arrivato, pigia a lungo il dito sul campanello, incapace di maneggiare le chiavi perché terrorizzato. Intanto l'altro è arrivato e sono a tu per tu; Raffaele attacca con molti insulti l'inseguitore, gli dice di essere un poliziotto in borghese e che lo arresterà. L'altro minaccia di sparargli. Finalmente Ferdinando apre la porta e Raffaele vede l'altro darsela a gambe per le scale. Poi si fa il possibile per rasserenare Raffaele e arriva la sera. Lui lascia andare tutti: ha ben interpretato la parte della persona tranquilla ma, rimasto solo, piange e si maledice per aver sfidato in modo tanto incosciente il suo inseguitore, senza pensare alla sua famiglia, se gli fosse accaduto il peggio.

### Rosso Mafai
Un ingegnere in pensione riflette in modo particolareggiato sul suicidio. Ha una pistola, illegale, ma non riesce a convincersi che ci sia una forma di morte indolore e, dopo lunghissime elucubrazioni, ritiene che nemmeno l'arma gli assicuri la fine che desidera. Allontanatosi dalla città e dalla donna con cui aveva una relazione stabile, si è ritirato in una località al mare; passa il tempo a dipingere sempre lo stesso quadro e a stendere lo stesso colore, un rosso, su tutte le sue tele. Così passa la mattinata e, verso le tre, gli telefona la sua donna: Carla. Il loro dialogo è penoso perché lei gli chiede, come ogni giorno, di tornare e lui dice che se n'è andato per sempre. Lei si infuria e lo manda al diavolo definitivamente, dopo averlo  atteso per tre anni. L'uomo trascorre il resto della giornata a ricordare casi terribili di tentato suicidio fallito. A sera, entra nel bagno, ma quasi subito ne schizza fuori: si è tagliato le vene. Cade a terra e sviene per il terrore. Torna in sé durante la notte, vivo.

### Uno bravo
L'ingegner Carlo Corrazzi è talmente preso dal suo lavoro, che sembra non vivere quando è in riposo. È ciò che osserva la sua segretaria Erika, mentre sono in volo per l'Inghilterra. Sull'aereo, Corrazzi vede in una rivista il viso interamente tatuato di un vecchio maori e esclama: "Che bello!". Da quel momento si fa tatuare la faccia approfittando dei viaggi a Londra. Ma la sua azienda non ammette che un dipendente, un manager così apprezzato, si comporti in tal modo. Carlo viene allontanato dalla sede centrale, finisce in un magazzino a Chieti, dove spiega ai colleghi magazzinieri che i suoi tatuaggi sono di valore e li ha voluti perché gli pareva di non riuscire più a riconoscersi davanti a uno specchio. Il nuovo responsabile del direttivo, quando vede per caso Carlo, lo vorrebbe licenziare. Non succede perché Carlo sa dare il massimo anche nei posti più umili. Finché un giorno il figlio, con cui aveva rari rapporti, lo invita a una sua mostra fotografica a Milano. Felice come non mai, Carlo arriva alla galleria, ma, quando si avvicina al figlio, questi dichiara pubblicamente di non conoscerlo. Carlo se ne va, il figlio non lo cercherà mai più e lo stesso farà lui.

## Edizioni
- Francesco Pecoraro, Dove credi di andare, in Scrittori italiani e stranieri, Mondadori, Milano 2007; ISBN 978-88-04-56208-5
- Id. Camere e stanze, Ponte alle Grazie, 2021 ISBN 978-88-333-1640-6